# Andrés Barbero
Andrés Barbero (Asunción, 28 de julio de 1877 - Asunción, 14 de febrero de 1951) fue un científico y humanista paraguayo.

## Infancia y estudios
Los inmigrantes piamonteses Juan Barbero y Caolina Crosa, llegados al Paraguay apenas terminada la guerra de la Triple Alianza, se casaron en Asunción, en 1871. Tuvieron cinco hijos. El tercero de ellos recibió el nombre de Andrés José Camilo.
El austero y diligente Juan Barbero, se dedicó a la construcción y a la recuperación de las viviendas destruidas por la guerra. Acumuló una regular fortuna, convirtiéndose en un sólido propietario de fincas urbanas y rurales. En 1910 adquirió la valiosa casa quinta ubicada sobre la avenida España y extendida hasta las vías del ferrocarril, actual calle Gondra.
Andrés Barbero nació en Asunción el 28 de julio de 1877. Concluyó sus estudios de farmacia en 1898 y posteriormente de medicina, logrando en 1903, concluir su carrera y recibir el diploma de médico entre los primeros promovidos en el Paraguay.
Su posición acomodada le permitió dedicarse por entero a la enseñanza, comenzando en el Colegio Nacional y posteriormente en la misma Facultad de Medicina en las cátedras de Física Médica, Fisiología e Histología.

## Investigación y obras filantrópicas
Le cupo desarrollar intensa labor de investigación en compañía de otros hombres de ciencias como Emil Hassler y Moisés Bertoni, a los que se sumó el paraguayo Teodoro Rojas. Con éstos fundó la Sociedad Científica del Paraguay. Su apego a la Botánica lo llevó a la dirección del Museo de Historia Natural, afrontando de su propio peculio la edición de la Revista Científica del Paraguay.
Proveyó fondos para los locales donde funcionan las entidades creadas por él y erigidos en terrenos de su propiedad: la Cruz Roja, el Instituto del Cáncer, la Sociedad Científica, un hospital de niños y un centro oftalmológico.
Construyó un edificio de tres pisos en la esquina de la Avenida España y Mompox, para sede de las instituciones científicas que allí se agruparon bajo el amparo de la Fundación Barbero. En dicho predio se instaló el Museo de Ciencias Naturales, hoy día Museo y Biblioteca Andrés Barbero.
A partir de 1940 se crearon otras instituciones: la Sociedad Indigenista del Paraguay, la Sociedad Etnográfica del Paraguay, el Instituto Paraguayo de Investigaciones Históricas, de la que surgió posteriormente la Academia Paraguaya de la Historia y la Sociedad de Cultura Guaraní.
En 1941 le fue conferida la condecoración de la Orden Nacional del Mérito en el grado de Gran Oficial.

## Su vida pública
- Director de la Oficina Química Municipal.
- Trabajó en el Instituto Nacional de Bacteriología con el doctor Miguel Elmassian.
- Decano Interino de la Facultad de Medicina (1905)
- Director de la Asistencia Pública
- Consejero del Banco Agrícola (1912).
- Creación de la Liga Paraguaya Antituberculosa (1919)
- Intendente de Asunción hasta el año 1921
- Presidente de la Primera Conferencia Panamericana de la Cruz Roja (1923)
- Fundación de la Cruz Roja Paraguaya de sobresaliente acción durante la Guerra del Chaco cuyo Hospital fue inaugurado en 1937
- Creación de la Escuela de Obstetricia en la Cruz Roja (Hoy día Carrera de Obstetricia, en honor al Dr. Barbero, el Instituto Dr. Andrés Barbero funciona esta noble carrera "Obstetricia" , situado en el Campus Universitario de la U.N.A).
- Ministro Interino de Hacienda en el gobierno del doctor Félix Paiva (1938)

Andrés Barbero heredó de su padre la propensión al trabajo y las virtudes de celoso administrador de sus bienes.

## Muerte y legado
El doctor Barbero, soltero y sin descendencia, falleció el 14 de febrero de 1951.

## Honores
El gobierno paraguayo decretó duelo nacional el día de su sepelio.
Las hermanas Barbero legaron todos sus bienes a la Fundación La Piedad, creada en homenaje al ejemplar benefactor. Esta respetable institución permite mantener vigentes las diversas asociaciones que congregan a hombres que buscan mejorar las condiciones sociales y culturales de la ciudadanía, al tiempo de rendir un perenne recuerdo al espíritu humanitario y solidario de su creador.

### Epónimos
En la conjunción de la avenida Artigas y la calle Brasil de Asunción se alza un modesto monumento que evoca la entrañable figura del doctor Barbero.
Especies
- (Asclepiadaceae) Oxypetalum barberoanum T.Mey.[1]

- La abreviatura «A.Barbero» se emplea para indicar a Andrés Barbero como autoridad en la descripción y clasificación científica de los vegetales.[2]